# Marie Mayeras-Bertrand
Marie Mayeras-Bertrand est une athlète française, née le 23 juillet 1957, adepte de la course d'ultrafond, quatre fois championne de France et deux fois championne d'Europe des 24 heures.

## Biographie
Marie Mayeras-Bertrand est quatre fois championne de France des 24 heures, à Courçon en 1994, à Vannes en 1995, à Courçon en 1997 et à Marquette-lez-Lille en 1998, et deux fois championne d'Europe des 24 heures à Courçon en 1996 et à Marquette-lez-Lille en 1998,.

## Records personnels
Statistiques de Marie Mayeras-Bertrand d'après la Deutsche Ultramarathon-Vereinigung (DUV) :
- 100 km route : 8 h 55 min 49 s aux championnats nationaux de Rognonas en 1994
- 12 heures route : 126,800 km aux 24 h de Courçon en 1996 (12h split)
- 24 heures route : 231,510 km aux 24 h de Courçon en 1996[4]